# 高衛物業管理
高衛物業管理有限公司（英文：Goodwell Property Management Limited），於1981年成立，是香港一家私人企業，是香港上市公司長江實業地產的全資附屬機構，提供物業管理、保安、清潔及維修等服務。服務地區包括香港、中國大陸（包括廣州、北京及上海），所管理的住宅物業總樓宇面積達23,000,000平方呎，所管理的物業大多數為長江實業發展或以長江實業作為大業主。
該公司為香港物業管理公司協會之一。

## 所管理的物業
九龍
- 凱帆薈
- 港景峯
- 浩文苑
- 康力投資大廈
- 興業工商大廈
- 富高工業中心
- 海逸豪園
- 維港星岸
- 維港中心第一座
- 星輝豪庭
- 傲雲峰
- 新寶中心
- 裕民中心
- 泓富廣場
- 滙景花園
- 康瑞苑
- 潮流工貿中心
- 栢濤灣
- 半山壹號
- 都會駅商場
- 都會大廈
- 尚御
- 珏堡
- 海灣軒
- 海韻軒

	香港島
- 高樂花園
- 裕新大廈
- 樂賢閣
- 普頓臺
- 新佳大廈
- 維港頌
- 怡明閣
- 樂嘉中心
- 泓富產業千禧廣場
- 怡禮苑
- 名門
- 渣甸山名門
- CASA 880

	新界東
- 盈峰翠邸
- 麗和閣
- 寶康大廈
- 鹿茵山莊
- 樂怡小築
- 銀禧花園
- 銀禧薈
- 聽濤雅苑
- 海栢花園
- 馬鞍山廣場
- 嵐岸
- 嵐山
- 置富第一城‧樂薈
- 天宇海

	新界西
- 葵昌中心
- 雍雅軒

## 爭議
- 2009年3月14日，沙田銀禧花園業主立案法團召開業主大會，表決維修方案。高衞派出多名保安員到場，並一度阻止業主進場。另外雙方就誰人有權主持會議出現爭執，多名小業主在場外與保安員對峙兩小時。其間有小業主不滿，一度鼓譟，並報警求助。

- 2010年，大坑龍華花園業主立案法團舉行特別業主大會，決定罷免長實旗下高衞物業管理，原因為業主不滿高衞管理質素差劣，當中停車場長期滲水無人理會以及管理員永遠開啟入口大門任由訪客出入屋苑等等。於同年年中罷免長實旗下高衞物業管理，高衞已於2010年9月30日撤出屋苑。

- 2010年9月26日，聽濤雅苑業主立案法團召開特別業主大會，決定是否罷免長實旗下高衞物業管理以減少收取經理人酬金(水平為總開支的5%)。高衞被指派出大批職員到席抹黑業主立案法團，以圖拖延表決時間。及後，表決結果77%業主贊成罷免22%反對。由於屋苑部份業主未有出席投票，贊成罷免業權份數只屋苑所有業權份數46%，未夠法定的50%可罷免公契經理人的業權份數，故高衞未來會繼續管理屋苑。

- 2010年9月28日，九龍塘豪宅畢架山一號業主立案法團舉行特別業主大會，決定是否罷免高衞物業管理，原因為業主不滿高衞管理質素差劣，又不理會業主對屋苑設施的各項要求。表決結果為：369戶贊成更換管理公司，10票反對、12票棄權，支持罷免的業權份數逾60%，超過法定的50%，大比數通過罷免長實旗下高衞物業管理公司的議案，高衞須於三個月內撤出屋苑。

- 2011年3月28日，何文田豪宅半山壹號逾100名業主3月20日舉行業主大會，抗議長實及旗下負責管理屋苑的高衞樓宇及物業管理質素欠佳。報導指，半山壹號被多名業主批評住宅內部牆角滲水及牆身爆裂，單位食水有陣陣異味，商場遲了一年仍未啟用。惟高衞表示，承建商已跟進業主投訴單位滲水及裂紋問題，又指改善工程已獲業主簽署確認滿意。當中，有業主罷交管理費作抗議，而一眾業主決定4月1日再舉行業主大會商議籌組法團，若成功首要事項便是罷免高衞。

- 2011年5月，最低工資實施，高衞在部分屋苑傾向給予保安員有薪假期及有有薪用膳時間，令管理開支增加，以致被部分業主質疑藉此狂加/濫收管理費。

- 2016年3月，長沙灣丰滙，高衛物業管理有限公司為屋苑公契經理人，超過5%業權居民定於2016年3月19日安排舉行業主大會，投票成立業主立案法團，有效監察管理公司服務表現。而高衛得悉3月19日舉行大會之際，促忙急於3月12日先行舉行業主大會組織業主委員會，力圖阻止業主立案法團成立。居民更於短時間內於信箱收取到4封所謂「幾位小業主」的疑似抹黑信，反而令超過一半小業主於3月19日業主大會親身投票，向「對方」說不。2016年10月，小業主更透過召開特別業主大會，取得超過50%業權成功換走公契經理人-高衛物業管理有限公司,透過小業主投票揀選佳定物業管理有限公司作為合約經理人，成功將管理公司酬金大副度減低。丰滙入伙不足14個月，成功踢走高衛，香港私人屋苑罕見。

## 外部參考
- 高衛官方網址
- 2009-03-15蘋果日報關於銀禧花園報導
- 2010-09-25蘋果日報關於龍華花園報導 （页面存档备份，存于）
- 2010-09-27蘋果日報關於聽濤雅苑報導 （页面存档备份，存于）
- 2010-09-29蘋果日報關於畢架山一號報導
- 2011-03-28 蘋果日報關於半山壹號報導 （页面存档备份，存于）